# Les Marquises (groupe)
Pour les articles homonymes, voir Les Marquises, Marquises et Marquise.
Les Marquises est un groupe de pop français, originaire de Lyon, en Rhône-Alpes. Il est formé par le multi-instrumentiste Jean-Sébastien Nouveau.

## Biographie

### Débuts sous Immune (2001—2010)
Né en 1979, musicien autodidacte, Jean-Sébastien Nouveau forme en 2001 le groupe Immune. Il est accompagné par son frère Julien Nouveau (violoncelle, basse), Martin Duru (claviers, guitare), rencontré au collège, et Gary Lawrence Soubrier (chant).
En 2006, Immune sort sur le label belge Stilll Records un premier album d'electropop, Sound Inside, où se reconnaît l’influence de Hood, un des groupes régulièrement cités par Nouveau. Deux ans plus tard, en 2008, un deuxième album, Not Until Morning, paraît sur le label Eglantine Records. Marqué par Talk Talk, Not Until Morning apparaît plus acoustique et contemplatif que son prédécesseur.

### Lost Lost LostetPensée magique(2010—2016)
En 2010, parallèlement à son activité au sein d’Immune, Nouveau se lance d’abord dans un projet de folk expérimental baptisé Recorded Home. Puis il fonde Les Marquises. Le musicien explique qu’il a choisi ce nom en référence au titre éponyme de Jacques Brel ; il a aussi été séduit par le fait que les îles Marquises, archipel du Pacifique, sont « les îles les plus éloignées de tout continent ». Pour réaliser son premier disque avec son nouveau projet, Jean-Sébastien Nouveau fait notamment appel au batteur Jonathan Grandcollot (Société étrange, Plein Soleil) et au chanteur américain Jordan Geiger (Minus Story, Shearwater, Hospital Ships). Jean-Sébastien Nouveau dit concevoir Les Marquises comme un collectif, autour duquel gravitent de nombreux musiciens. Compositeur et arrangeur, il assure lui-même la production et le mixage de ses disques ». Inspiré par l’œuvre du peintre Henry Darger, le premier disque des Marquises, Lost Lost Lost, paraît en 2010. Tour à tour fiévreux et atmosphérique, intime et échevelé, il évoque aussi bien le post-rock que l’electronica.
Trois ans plus tard, en 2014, paraît le second album du collectif, intitulé Pensée magique. Il est publié et édité par le label Ici, d'ailleurs... (Yann Tiersen, Bästard, The Married Monk, Benoît Burello (Bed), Julien Ribot, Matt Elliott, Chapelier Fou) fondé par Stéphane Grégoire et basé à Nancy. Conformément à ses habitudes, Nouveau s’est entouré pour Pensée magique de nombreux musiciens tels que Nicolas Laureau (Don Nino, NLF3), Benoît Burello ou encore Étienne Jaumet (Zombie Zombie). Le disque est influencé par des visions de jungle, l’idée de traversée et l’œuvre cinématographique de Werner Herzog, de Peter Brook ou encore de Jean Rouch. Le premier titre de l’album s’intitule d’ailleurs Les Maîtres fous, titre de l’un des films les plus célèbres de Rouch. Pensée magique frappe la critique par sa dimension expérimentale et son éclectisme. Le style de l’album oscille entre le post-rock, le jazz, le noise ou le Krautrock. Chantés en français et en anglais ou instrumentaux, les morceaux présentent des structures labyrinthiques, souvent basées sur des rythmiques évoquant des percussions tribales, ce qui pousse certains critiques à parler d’« afro-electro tribale ».

### A Night Full of Collapses(2017)
A Night Full of Collapses, le troisième album des Marquises, paraît en 2017, toujours chez Ici, d’ailleurs…. Outre Nouveau et ses habituels collaborateurs (Jonathan Grandcollot, Julien Nouveau, Martin Duru), il réunit des musiciens tels que Matt Elliott (Third Eye Foundation), Christian Quermalet (The Married Monk), Olivier Mellano (Dominique A, Miossec), Jeff Halam (Dominique A) ou la violoniste Agathe Max (Farewell Poetry). Ayant pour thème central la nuit, et rappelant l’ambiance de certains films de David Lynch, A Night Full of Collapses propose des morceaux étranges et sinueux, tout en fausses pistes, qui peuvent faire penser aussi bien à Robert Wyatt qu’à l’ambient de Bohren & der Club of Gore.
Le premier single du disque, Vallées closes, donne lieu à un clip réalisé par l’artiste Vergine Keaton. Les Marquises se produisent sur scène pour la promotion du disque, avec Jean-Sébastien Nouveau à la guitare et au chant, Martin Duru aux claviers, Julien Nouveau à la basse et Rémy Kaprielan à la batterie. La revue Magic classe Les Marquises parmi les « 40 groupes français qui agrandissent la pop ». Le magazine écrit : « Art brut et Krautrock sec sont les maîtres-mots d’un univers des plus singuliers de la scène d’ici. En trois albums, Jean-Sébastien Nouveau nous a pris à contre-pied à chaque fois ».

### Le Tigre de Tasmanie(depuis 2018)
Les Marquises compose ensuite la bande originale du court métrage d’animation Le Tigre de Tasmanie, réalisé par Vergine Keaton et produit par Sacrebleu Productions. Le Tigre de Tasmanie est sélectionné en compétition officielle à la Berlinale (Berlinale Shorts) qui se tient en février 2018,. La bande originale du film paraît en vinyle, dans une édition limitée, en octobre 2018. La face B du disque comporte trois inédits du groupe.
En octobre 2018, Jean-Sébastien Nouveau et Martin Duru se produisent sur scène à la Maison de la Poésie à Paris, pour une lecture musicale de fragments du philosophe antique Empédocle. Les fragments sont lus sur scène par l’actrice Adèle Haenel. La performance est suivie d’une projection du Tigre de Tasmanie, œuvre inspirée par l’œuvre d’Empédocle. En 2018 toujours, Jean-Sébastien Nouveau annonce un quatrième album des Marquises.

## Discographie

### Albums studio
Immune
- 2006 : Sound Inside (Stilll Records)
- 2008 : Not Until Morning (Eglantine Records)

Les Marquises
- 2010 : Lost Lost Lost (Lost Recordings)
- 2014 : Pensée magique (Ici d’ailleurs…)
- 2017 : A Night Full of Collapses (Ici d’ailleurs…)
- 2020 : La battue (Les Disques Normal)
- 2023 : Soleils noirs (Les Disques Normal)

### Bande originale
- 2018 : Le Tigre de Tasmanie (coproduction Microcultures Records, Sacrebleu Productions, GED et Lost Recordings)